# Neumarkt-Sankt Veit
Neumarkt-Sankt Veit település Németországban, azon belül Bajorországban. Lakosainak száma 6543 fő (2023. december 31.). Neumarkt-Sankt Veit Massing és Gangkofen községekkel határos.

## Népesség
A település népessége az elmúlt években az alábbi módon változott:
| Lakosok száma | 1172 | 3811 | 5056 | 5278 | 6036 | 6074 | 6204 | 6171 | 6389 | 6543 |
|               | 1875 | 1950 | 1975 | 1987 | 2012 | 2014 | 2016 | 2017 | 2021 | 2023 |